# Rellinars
Rellinars település Spanyolországban, Barcelona tartományban. Lakosainak száma 920 fő (2024).

## Földrajza
Rellinars Sant Vicenç de Castellet, Mura, Vacarisses és Castellbell i el Vilar községekkel határos.

## Népesség
A település lakosságának változását az alábbi diagram mutatja:
| Lakosok száma | 114  | 386  | 385  | 227  | 178  | 572  | 713  | 726  | 780  | 920  |
|               | 1717 | 1887 | 1936 | 1960 | 1986 | 2004 | 2009 | 2014 | 2019 | 2024 |